# Ciguatera
La ciguatera (de l'espanyol, cigua) és una intoxicació alimentària generalitzada causada per la ingesta de peixos portadors de ciguatoxines (CTXs). Així doncs, aquesta malaltia no és provocada per la ingesta de peixos en mal estat o contaminats, sinó per les toxines que ha acumulat del dinoflagel·lat microscòpic fotosintètic Gambierdiscus toxicus. Aquestes toxines són neurotoxines que s'emmagatzemen a les vísceres de peixos que han ingerit el dinoflagel·lat i les introdueixen dins la cadena alimentària concentrant-les cap a espècies progressives més grans, incloent així els humans. Normalment, els peixos que acostumen a ingerir aquest dinoflagel·lat són peixos carnívors com barracudes, anguiles, umbrines, etc.
La ciguatera (CFP) presenta característiques neurològiques i clíniques importants. Sovint, presenta símptomes d'intoxicació aguda o crònica, pel que representa un problema de salut global. La malaltia produeix una varietat complexa de símptomes gastrointestinals, cardiovasculars, neurològics i neuropsicològics, que poden perdurar des de diversos dies fins a setmanes o mesos.
El tractament depèn del diagnòstic precoç i de l'administració de mannitol intravenós. Així doncs, la identificació primerenca de les característiques neurològiques en els pacients intoxicats té el potencial de reduir el nombre de casos secundaris en els esclats de la malaltia.
Alguns estudis afirmen que cada any es reporten 50.000 casos de ciguatera en tot el món. Tot i així, d'altres estimen 500.000 casos a l'any. Aquesta subestimació pot ser causada pel poc coneixement global sobre aquesta malaltia. A més a més, malgrat que és una malaltia que afecta globalment, aquesta es troba molt estesa en aigües tropicals i subtropicals, i més concretament a l'oceà Pacífic, Índic i mar Carib.

## Característiques

Ciguatoxina 4A

El causant de les toxines ciguatèriques és el dinoflagel·lat Gambierdiscus toxicus. Aquest va ser descobert al 1977, on gràcies a uns experiments amb algues bentòniques es van detectar una sèrie de toxines similars a les trobades als fetges d'anguiles amb toxines ciguatèriques. Se li va donar el nom de Diplopsalis sp. tot i que després és va passar a dir Gambierdiscus toxicus al 1979.
És una espècie fotosintètica d'aproximadament 80 micròmetres amb un temps de divisió bastant lent (una divisió cada tres dies). En el seu hàbitat natural viu enganxada a macroalgues dels esculls de coral, tot i que també pot desplaçar-se si es veu amenaçada.
Alguns científics creuen que la ciguatera es una malaltia que combina toxines de diversos dinoflagel·lats (els dinoflagel·lats produeixen algunes de les toxines no proteíniques més potents que es coneixen) però les principals serien les que secreta Gambierduscus toxicus.
Les toxines que secreta varien depenent de les poblacions i la seva localització. Cap al 1991 es va veure que només hi havia algunes poblacions genètiques que produïen gambiertoxines. Generalment són compostos lipídics amb 13 – 14 anells units per enllaços èter per donar una conformació rígida amb una estructura com d'escala. Són unes molècules realment estables que romanen tòxiques fins i tot després de cuinar-les o exposar-les a condicions àcides i bàsiques.

Ciguatoxina 4B

Les gambiertoxines són les precursores de les ciguatoxines, que s'oxiden a través dels enzims del fetge dels peixos. Hi ha diverses toxines que s'han aïllat dels peixos infectats, com la CTX-1, la CTX-2 o la CTX-3. La CTX-3 sembla un intermediari entre la gambiertoxina GTX-4B i la CTX-1. En el cas de la CTX-2, sembla provenir d'una gambiertoxina diferent, la GTX-4A. Existeixen dos tipus de grups de ciguatoxines I: A i B, i varien en com es troben l'oxigen i el metilè a la posició del C52. Cada grup comparteix similituds en les propietats químiques, però el grup A és més polar que el B. S'ha vist, que ambdós tipus de ciguatoxines són intercanviables en condicions acídiques, tot i que les dels grup B són més afavorides energèticament que les del A, i, per tant, en aquest ambient els estómacs dels peixos porten al grup B. Cal recalcar que els organismes productors primaris poden sintetitzar diferents quantitats de tipus de ciguatoxines i, a causa d'això, la complexitat del procés és realment molt més elevada.
A més de les gambiertoxines i les ciguatoxines derivades d'aquestes, que són les toxines principals i les més freqüents, tenim altres tòxics d'interès que podrien estar implicats en les intoxicacions. Les maitotoxines són de les més potents, tot i que són solubles en aigua i s'eliminen amb facilitat (costa que hi hagi acumulació en els peixos). Formades amb més de 32 anells d'èter, s'ha comprovat que diferents subespècies de Gambierdiscus la fabriquen i que a vegades pot transcendir a nivells tròfics superiors. El gambierol és un sistema de 43 carbonis construint un anell octacíclic amb forma d'escala. S'ha detectat en diversos exemplars de G. toxicus però es desconeix si a nivells tròfics superiors es troba present. Per acabar, els àcids gambierics són èters policíclics aïllats de Gambierdiscus toxicus que també s'han identificat en teixits de taurons juntament amb altres CTX.
Les espècies herbívores normalment acumulen gambiertoxines i ciguatoxines poc polars. En canvi, CTX-1 és la toxina amb major presència als peixos carnívors ciguatèrics. Té un pes molecular de 1111.6 i la seva fórmula és C60H86NO19. En el seu estat pur, la toxina s'observa com un polsim blanc i representa una de les toxines més perilloses pels mamífers, letal en pocs minuts.

## Peixos portadors de ciguatoxines
Les ciguatoxines es troben en peixos d'àrees tropicals i subtropicals. La toxicitat d'aquestes espècies depèn de les àrees on s'alimentin i visquin. Normalment estan associats als esculls coral·lins. A més són molt característics de la zona on visquin, no acostumen a migrar a altres localitzacions. Així mateix, tampoc es pot classificar aquests peixos com a tòxics o no tòxics; la majoria dels peixos tenen baixos nivells de toxines però aquest nivell pot augmentar dràsticament si hi ha afloraments d'algues dinoflagel·lades.
S'ha suggerit que hi pot haver més de 400 espècies de peixos que estarien involucrades en la intoxicació de ciguatera, però en aquests últims anys només se n'han vist involucrades unes 60 espècies en tot el món. La anguila generalment és l'espècie més tòxica que es pot trobar, i les seves poblacions s'han utilitzat per fer estudis i recerca immunològica. Afortunadament, aquesta espècie no és molt utilitzada per l'alimentació en molts indrets tot i que en alguns llocs del Pacífic es considera un plat molt preuat.
Alguns exemples de peixos que són més coneguts per ser portadors de CTXs són:

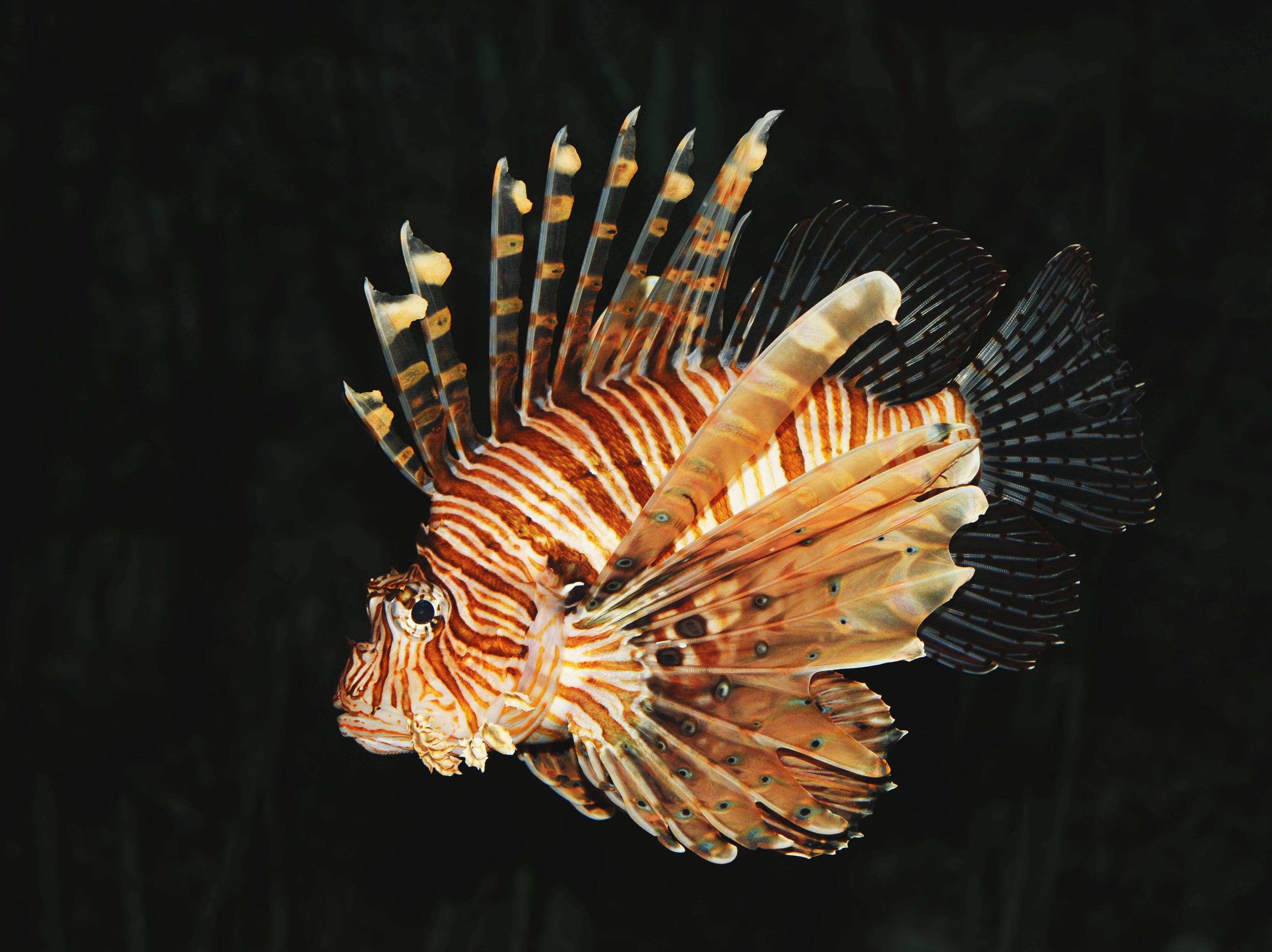
Peix escorpí, portador de CTXs.

- Mycteroperca bonaci

- Lutjanus buccanella
- Lutjanus cyanopterus
- Lutjanus jocu
- Barracuda
- Círvia
- Làbrid cubà
- Caranx latus
- Scomberomorus cavalla
- Mycteroperca venenosa
- Peix escorpí
- Anguila morena
- Epinefelins

## Història
Hi ha diverses versions per l'origen de la paraula ciguatera, incloent una versió "lost in translation ", la qual prové dels anys 1800, quan un anglès va explicar a Cuba que va contraure la malaltia després de menjar peix.
En realitat, el terme prové de la paraula cigua, que prové del gasteròpode Cittarium pica, que es consumeix habitualment del mar Carib i que ha estat relacionat amb la ciguatera.
Cap al 1774, el capità James Cook va escriure al seu diari que, durant els seus viatges per l'Oceà Pacífic, va succeir un incident d'intoxicació alimentària per menjar peix que s'ha interpretat posteriorment com a enverinament per ciguatera. Tot i així, no va ser fins al 1787, que el biòleg Antonio Parra a la seva "Descripción de las diferentes piezas", va usar la paraula cigua per descriure una intoxicació pel gasteròpode prèviament mencionat, i després va ser utilitzada molt comunament per esdeveniments similars. Tot i així, s'han trobat possibles referències a la ciguatera a l'Odissea d'Homer (800 a.C) i, fins i tot, durant els temps d'Alexandre el Gran (323-356 a.C), ja que es va prohibir als soldats consumir peix per evitar malalties durant les conquestes.
L'any 1959 Randall va plantejar la hipòtesi afirmava que hi havia un tipus de toxines introduïdes en la cadena alimentària per peixos que consumien microalgues tòxiques i, al seu torn, eren consumits per peixos depredadors més grans. Uns anys més tard, el 1967, es va aïllar i identificar la ciguatoxina, i no va ser fins al 1977 que van trobar un dinoflagel·lat productor d'aquesta.

## Fisiopatologia
Les ciguatoxines són neurotoxines que fan decréixer l'umbral de les portes voltàiques dels canals de sodi a la sinapsi del sistema nerviós. Obrir aquest canal causa despolarització, que porta a una disrupció cel·lular que pot arribar a causar paràlisi, una malfunció cardíaca, i una sensació alterada del calor i fred, anomenada al·lòdnia, i aquest últim, és un símptoma exclusiu de la ciguatera.
Els dinoflagel·lats tòxics de Gambierdiscus spp. en aigües tropicals i subtropicals produeixen els precursors de les ciguatoxines. Les espècies procedents de nivells tròfics baixos, porten les ciguatoxines poc oxidades, i a mesura que pugen per la cadena alimentària es van oxidant a formes més tòxiques. A mesura que escalen per la xarxa tròfica, els percursors es metabolitzen i es bioacumulen de tal manera que els principals depredadors són els que tenen la quantitat més elevada de les toxines, especialment a la víscera. La composició de les ciguatoxines varia molt segons la regió en què es troben, però independentment del lloc, les espècies principals que participen en els brots de ciguatera són els depredadors grans, de l'àpex de la cadena alimentària dels esculls coralins.
Hi ha diferents tipus de CTXs segons el lloc on es troben. Les presents a la regió de l'Oceà Pacífic són les més tòxiques, a causa que només és necessari el valor de 0.1 μg/kg de peix per tal de començar a produir la toxicitat, i amb un consum d'aproximadament 1.0 μg/kg de peix, ja es veuen símptomes típics de l'enverinament.
S'ha observat que les ciguatoxines s'absorbeixen ràpidament al tracte gastrointestinal i que es distribueixen per tot el cos. La ciguatera és difícil d'eliminar ja que cuinar-la o congelar-la no erradica la toxina a causa de la seva resistència a temperatures i, a més, no emet cap olor i és soluble en lípids. Tanmateix, s'està mirant la possibilitat que les maitotoxines tinguin un paper clau en l'enverinament per ciguatera.
La toxina obre els canals de sodi del potencial de membrana dels axons. Les ciguatoxines indueixen l'obertura dels canals tancats del potencial de membrana, fet que comporta un influx de sodi i, per tant, una despolarització de la membrana axonal, i provoca una acció potencial repetitiva.
En condicion normals, els influxos de sodi als axons és acompanyat per un eflux de potassi, per tal de mantenir el citosol neutre en l'aspecte electroquímic, però en veure’s modificat el procés a causa de la ciguatoxina, els nòduls de Ranvier s'inflamen, i la conducció de les sals a través de l'axó empitjora, de tal manera que es redueix la velocitat de la conducció de l'impuls electromotor. A més, també es creu que l'eflux dels ions de potassi també estan involucrats en l'augment de volum dels nòduls de Ranvier, i no pas només els canals de sodi.
A causa de l'efecte de les toxines sobre el impuls nerviós, l'enverinament per ciguatera afecta a tots els sistemes (cervell, cor, múscul esquelètic, sistema nerviós perifèric, neurones sensorials...) i causen la simptomatologia. De fet, el símptoma exclusiu de la ciguatera (al·lòdnia) pot ser explicat per la modificació al voltatge a les fibres C i delta-A, que són fibres que porten els impulsos tèrmics i el dolor per la espina dorsal cap al cervell.

## Simptomatologia
La CFP es caracteritza per símptomes gastrointestinals, neurològics, i cardiovasculars. A més a més, després de la fase inicial o aguda de la malaltia, es poden trobar signes neuropsicològics. Tot i així, les característiques clíniques poden variar en funció del temps transcorregut des del consum del peix amb CTXs i de la font geogràfica del peix, és a dir, segons si el peix implicat era del mar Carib, oceà Pacífic o oceà Índic.
Després de 6-24 hores d'haver consumit el peix amb CTXs, comencen a aparèixer símptomes gastrointestinals com vòmits, dolor abdominal, diarrea i nàusees. Tot i així, aquests desapareixen espontàniament durant els següents 2-4 dies. Aquests símptomes poden conduir ràpidament a símptomes com salivació excessiva, deshidratació i xoc. Durant els primers signes de la malaltia també poden manifestar-se signes cardíacs, entre els quals trobem hipotensió i bradicàrdia, que poden requerir assistència mèdica urgent.
Posteriorment a aquests signes, es desenvolupen els símptomes neurològics, que són molt variables entre els pacients i inclouen: entumiment i formigueig a les extremitats i a la regió oral anomenada parestèsia, pruritis generalitzada, miàlgia, artràlgia i fatiga.
Un símptoma distintiu i que només afecta a pocs pacients és l'alteració i, en molts casos, la reversió, de la percepció de la temperatura. Així doncs, es perceben les superfícies fredes com calor i produeixen disestèsia, que és una sensació desagradable i anormal. Aquesta disestèsia relacionada amb la temperatura és l'anomenada "al·lòdnia", i és característica de la CFP, tot i que com ja s'ha mencionat, no la presenten tots els pacients.
Pel que fa als símptomes neuropsicològics i neuropsiquiàtrics, aquests acostumen a aparèixer en els dies o inclús setmanes posteriors a la infecció aguda, i inclouen ansietat, pèrdua de memòria, depressió, confusió, fatiga i malestar debilitant i dificultat per concentrar-se.
Les diferències geogràfiques en els símptomes i la progressió de la malaltia són atribuïbles a les diferents variants químiques de les CTXs, que es distribueixen diferent segons la regió. Al Carib, els símptomes gastrointestinals són predominants a la fase aguda, és a dir, en les primeres 12h. Posteriorment, s'observen els símptomes neurològics. No obstant, al Pacífic els signes neurològics destaquen a la fase aguda i, inclús, s'han considerat greus i severs. A l'oceà Índic també s'han relacionat símptomes com al·lucinacions i pèrdua d'equilibri amb la ciguatera, tot i que aquests són molt poc freqüents.
Malgrat aquests símptomes, és important destacar que la ciguatera és rarament mortal. Tot i així, la mort es pot produir en casos extrems de deshidratació severa, xoc cardiovascular, falla respiratòria a causa de la paràlisi de la musculatura respiratòria, etc. A més a més, la ingesta de vísceres de peix, com podria ser el cap, fetge o gònades, està relacionat amb una major gravetat dels símptomes, ja que les CTXs es troben en una alta concentració en aquests òrgans.

### Durada de la simptomatologia
Després de la fase inicial o aguda de la patologia, la majoria de símptomes poden persistir des de dies fins diverses setmanes i inclús mesos. Alguns pacients presenten símptomes crònics que duren setmanes i mesos, en particular, símptomes neurològics perifèrics com parèstesies, pruritis, fatiga, depressió, etc. Normalment, tots els símptomes desapareixen abans dels 6 mesos. No obstant això, hi ha casos de símptomes que han perseverat durant anys en els pacients, tot i que és rar.

### Recurrència i sensibilització dels símptomes
S'ha descrit que els pacients que han patit una CFP, estan predisposats a experimentar una recurrència de símptomes posteriorment a la ingesta de peix potencialment ciguatèric que no produiria símptomes en altres individus. Altrament, alguns pacients poden patir recurrència de símptomes neurològics de la CFP després de consumir alcohol, qualsevol tipus de peix i d'altres aliments com nous, cafeïna, porc i pollastre, fins i tot anys després de l'exposició inicial. Tanmateix, si aquests símptomes apareixen després de molts anys després de l'exposició, cal descartar etiologies alternatives ja que aquests signes aparents de CFP podrien esdevenir, en realitat, símptomes d'altres malalties greus.
La recurrència de símptomes neurològics es pot explicar pel fet que la CTX ingerida es pot emmagatzemar al teixit adipós d'una persona. Per tant, qualsevol activitat que comporti un augment del metabolisme lipídic, pot provocar que les CTXs tornin al flux sanguini, amb la conseqüent reaparició dels símptomes.

## Diagnòstic
El diagnòstic de l'enverinament per ciguatera acostuma a ser difícil, ja que els metges no reconeixen els símptomes. Això és causa de la similitud que presenta aquesta toxicitat respecte a símptomes produïts per alguns enterovirus. La ciguatera s'acostuma a confondre amb toxicitat pel pesticida organofosfat, botulisme, esclerosi múltiple, pertorbacions electrolítiques, meningitis, enverinament paralític per ostres, enverinament neurotòxic per ostres, enverinament per peix globus, enverinament al·lucinatori per peix, un ampli espectre de malalties neurològiques i una alt rang d'enverinaments causats per aliments i bacterèmies.
Actualment, no hi ha cap biomarcador que puguin utilitzar-se i ser útils per a confirmar que el pacient té CTXs al cos, tot i que en animals es pot veure la detecció de les ciguatoxines. A causa d'això, els diagnòstics es basen més en el fet que el pacient presenti simptomatologia i hagi menjat peix, i es busquen les CTXs en l'aliment.
Normalment, es basa en l'historial del pacient d'haver ingerit prèviament peix, i, si es pot, s'intenta prendre una mostra dels peix que ha consumit la persona que presumptament pateix l'enverinament per ciguatera. En fet que altres pacients també sofreixin els mateixos símptomes i hagin ingerit el mateix peix ajuda al diagnòstic.

### Criteris clínics
El pacient ha consumit peix d'aigua salada que ha estat prèviament associat a l'enverinament per ciguatera, i es mostren símptomes neurològics en les 48 hores posteriors al consum i a més, en les següents 12 hores, es poden presentar símptomes gastrointestinals.

### Criteris al laboratori i criteris epidemiològics
La confirmació de la presència de la ciguatoxina a les restes del peix cuinat o cru és essencial per poder aïllar la causa de la malaltia. D'altra banda, ha de ser confirmada l'existència d'altres casos on l'exposició a la mateixa espècie de peix ha donat casos d'enverinament per ciguatera.

### Classificació del cas
Hi ha tres tipus de casos: 
- Casos confirmats: són aquells en els que els criteris al laboratori i els criteris clínics i epidemiològics són compartits pel pacient, i per tant, es pot dir que la intoxicació es deu la les ciguatoxines.[3][17]
- Casos probables: són aquells en els que els criteris clínics i epidemiològics es troben al pacient, però en els que no hi ha resultats al laboratori que siguin concluents.[3][17]
- Casos possibles: són aquells en els que s'observen en el pacient els criteris clínics però no els epidemiològics, és a dir, que l'espècie de peix consumida no ha estat prèviament associada amb aquest tipus d'enverinament, o bé, aquells en els que el pacient mostra uns símptomes que difereixen dels criteris clínics, o aquells en els que tot i presentar els crteris clínics, no s'ha pogut trobar cap altra etiologia.[3][17]

Es considerarà un brot de la malaltia quan es presentin dos o més casos que estiguin relacionats epidemiològicament.

Tot i que anteriorment es menciona que l'al·lòdnia és un símptoma exclusiu d'aquesta malaltia, també es dona en l'enverinament neurotòxic per part de les ostres, ja que la malaltia que produeix aquest és a causa que l'aliment està contaminat amb brevetoxines, uns compostos produïts pels dinoflagel·lats Karenia spp. que tenen una estructura similiar a les ciguatoxines, tot i que les primeres es poden acumular als músculs i vísceres dels peixos (encara que no s'ha donat cap cas d'intoxicació per la ingesta de peix, només per part de les ostres) mentre que les últimes s'acumulen únicament a la víscera. D'aquesta manera, per tal de poder descartar que hi hagi una intoxicació per brevetoxines s'ha d'analitzar els productes consumits, i descartar que, si hi ha hagut un consum d'ostres, aquestes tinguin present la toxina que causa l'enverinament neurotòxic. Els símptomes gastrointestinals i neurològics poden indicar enverinament per ciguatera, però s'ha d'anar amb compte per tal de no confondre els símptomes psicològics i psicosomàtics.

### Casos d'embaràs
S'han trobat aïllats que suggereixen la transmissió de CFP des de mares embarassades amb la malaltia cap al fetus, i des de la mare lactant cap a l'infant. La transmissió de mare a fill, però, no es dona en tots els casos en què la mare està malalta. D'altra banda, també s'ha vist que en alguns casos, hi ha parestèsia en les parelles sexuals dels pacients que s'han intoxicat, en la fase aguda de l'enverinament.

### Detecció de ciguatoxines al peix
Als EUA existeix la Food and Drug Administration (FDA) que administra tests per les CTX oficials, en els que es reben trossos restants, tant cuinats com crus, implicats en l'enverinament i les identificar amb un codi de barres de DNA i les confirma mitjançant mètodes moleculars.
Els mètodes trobats per detectar CTXs als peixos implicats als brots d'enverinament per ciguatera, i els resultats d'aquests mètodes s'utilitzen per fer el diagnòstic. Algunes de les complicacions de la detecció i de l'anàlisi de les mostres de peix són la baixa concentració de la toxina (µg/kg) en el peix però que ja és capaç de causar la malaltia, la integració de la toxina al teixit de la matriu del peix i la diversitat trobada a un mateixa mostra de diferents tipus de CTX.
El procés del test de CTX als peixos es duu a terme al laboratori amb dos protocols. Primer, es realitza un assaig cel·lular in vitro de un neuroblastoma d'un ratolí, que consta en fer una criba semiquantitativa de toxicitat compatible amb l'actuació de les toxines, i, després es fa una cromatografia líquida en tàndem amb una espectrometria de masses (LC-MS/MS) com a confirmació molecular. A la vegada que es fan aquests anàlisis, com a primer nivell es realitza una criba dels efectes d'activació a les membranes de les cèl·lules per part del canvi en els canals de sodi mediats per voltatge als peixos, mirant les morts cel·lulars. Aquest procediment estableix una distinció entre les toxines que activen, com les CTXs o les brevetoxines, i les que bloquegen els canals de sodi, i també diferencia els efectes de les toxines específiques per als canals de sodi dependents de voltatge i altres toxines amb altres mètodes d'acció. Com a segon nivell es fa un test per a detectar la presència de toxines de ciguatera, utilitzant una CTX específica per aquell ambient com biomarcador regional per les toxines.
Altres mètodes alternatius que s'usen per detectar CTXs a peixos es basen en assajos d'unió al receptor, entre d'altres, però s'ha d'establir la validació d'aquests mètodes. Idealment, s'haurien de desenvolupar tècniques més simples i barates però igualment efectives que deixessin als pescadors i als consumidors testar la qualitat del peix de manera ràpida i segura, però per ara no existeix cap mètode amb la suficient exactitud i que compleixi la resta de condicions.

## Tractament
Al llarg dels anys s'han utilitzat diferents tractaments, molts d'ells durant i després de l'etapa aguda. Avui dia, el mannitol intravenós és l'únic tractament l'efectivitat del qual ha estat confirmada mitjançant assajos clínics duts a terme l'any 2002. Tot i així, el mannitol intravenós no ha demostrat ser útil en pacients amb símptomes crònics.
Diversos estudis que han estat publicats, donen suport a l'ús de substàncies com: amitriptilina, tocainida, fluoxetina, duloxetina, gabapentina, o pregabalina, les quals sí han resultat ser útils en l'alleujament dels símptomes crònics de la ciguatera. Tot i així, calen dosis continuades i elevades per tal que el medicament sigui efectiu i no s'ha observat cap millora aparent.

### Tractament en fase aguda simptomàtica
Durant la fase aguda de la ciguatera, el pacient requereix un suport cardiorespiratori a més de la correcció de l'equilibri àcid-base dels electròlits corporals. Com en qualsevol cas d'intoxicació aguda associada a la disminució de líquids corporals, és possible que es necessiti dur a terme una reanimació dels líquids per via intravenosa, mitjançant grans volums de líquids isotònics. Aquesta reanimació es fa sobretot en pacients en situació de xoc, que també poden ser tractats amb una transfusió sanguínia.
La bradicàrdia simptomàtica pot requerir una dosificació d'atropina intravenosa segons sigui necessària per tal de mantenir una freqüència cardíaca d'uns 60 batecs per minut. La bradicàrdia refractària en canvi, pot respondre a una infusió controlada de pressionadors cronotròpics (com, per exemple, la epinefrina).
De manera molt poc freqüent, els pacients crítics poden necessitar una intubació endotraqueal suplida amb ventilació mecànica.
El pronòstic per a una recuperació completa en pacients amb malaltia crítica és excel·lent, sempre que s'apliqui un tractament intensiu adequat.
En el cas de pacients en els quals es detecti la ciguatoxina durant les primeres hores posteriors a la ingesta, poden beneficiar-se d'un tractament amb carbó vegetal actiu, per tal d'evitar l'absorció de la toxina. Tot i així, els vòmits associats a la ciguatera podrien impedir l'administració del carbó actiu.
S'han intentat altres tractaments mèdics per als símptomes de la ciguatera, els quals han estat d'èxit variable. Alguns antiemètics per exemple, com ara bé l'ondansetró intravenós, poden ser útils en la reducció de nàusees i vòmits. També poden ser útils l'acetaminòfen i els antiinflamatoris no esteroidals per l'analgèsia inicial. S'ha d'anar amb precaució a l'hora de prescriure opiacis i barbitúrics, perquè poden provocar hipotensió o bé poden interactuar amb maitotoxines, unes toxines marines naturals que poden estar presents en els peixos ciguatòxics. Tot i així, no s'ha aconseguit evidència que demostri que les maitotoxines tenen un paper en el desenvolupament de la ciguatera.
Durant les primeres dues hores posteriors a la ingestió, el vòmit pot ajudar el cos en l'eliminació de les toxines, però un vòmit prolongat aporta poc benefici després del buidat de l'estómac. La diarrea també ajuda en l'eliminació de la toxina, i per això generalment no se suprimeix. Tot i així s'ha d'acabar suprimint per evitar pèrdues excessives de líquids. És imprescindible dur a terme un seguiment de la hidratació i els electròlits corporals.

### Mannitol Intravenós
És la teràpia primària pel tractament de la ciguatera, la més estudiada i la única avaluada mitjançant les anàlisi clíniques necessàries. A més, és la única teràpia coneguda que, avui dia, ha demostrat ser útil en la reversió dels símptomes sensorials de la malaltia.
Com es tracta d'un diürètic osmòtic, s'ha de subministrar un cop s'ha aconseguit restaurar el volum intravascular del pacient amb líquids isotònics intravenosos. Durant el tractament amb mannitol, cal controlar adequadament l'estat d'hidratació i els electròlits.
El mannitol intravenós s'administra a una dosi de 1g/kg de pes corporal, durant un període de 30-45 minuts, i a una concentració del 20%. En cas que s'observi una reducció dels símptomes, es pot administrar una segona dosi en les 3-4 hores posteriors. Es recomana que, per tal d'obtenir un benefici òptim, el mannitol s'administri entre les 48-82 hores posteriors a la possible ingesta del peix, tot i que s'ha vist que pot donar bons resultats fins i tot administrant-lo setmanes després de la ingesta. És possible que calgui repetir el tractament, en especial si la resposta del pacient envers el tractament no és positiva.
Alguns dels riscos del tractament amb mannitol poden ser:
- Pèrdua de líquids addicionals i electròlits en pacients amb diarrea i vòmits.
- Risc elevat d'aturada cardíaca en pacients amb bradicàrdia i hipotensió, si se’ls administra una dosi elevada de mannitol.
- Dany en els teixits en cas d'extravasació, ja que el mannitol pot ser càustic i tòxic pels teixits.

Per tal d'evitar algun d'aquests riscos, es recomana fer l'administració en alguna vena gran, com ara l'antecubital.
Es creu que l'efecte del mannitol es basa en la reducció de l'edema neuronal, gràcies a la modulació de la concentració de catió Na+ a través de les membranes cel·lulars. També pot actuar com a depurador de radicals lliures generats per la ciguatoxina, reduint així l'acció de la CTX als canals Na+/K+. En els animals, el mannitol inverteix l'excitabilitat de la membrana i disminueix la inflamació dels nodes causada per la ciguatoxina. Es pensa que els efectes en humans serien similars, però la falta de models humans no ha permès confirmar-ho.
En la investigació sobre els beneficis del mannitol, aquest s'ha aconseguit associar a una millora ràpida i fins i tot a la resolució dels símptomes aguts de la CFP. Els informes també suggereixen que el tractament amb mannitol està associat amb una reducció més significativa dels símptomes que aquells tractaments que no utilitzen mannitol. La teràpia amb mannitol es recomana amb l'objectiu de reduir símptomes, especialment els neurològics, durant l'etapa aguda de la malaltia. Sembla que, entre d'altres, és capaç de reduir considerablement els símptomes, tot i que no queda clar quin és el seu mecanisme d'acció.

### Tractament posterior a la fase aguda
Un cop passada la fase aguda, la majoria de símptomes neurològics solen ser lleus, auto-limitats, i no són suficientment greus com per a justificar una intervenció farmacològica crònica.
Tot i així, s'han inclòs medicaments per intentar solucionar la fatiga continuada, com ara bé l'amitriptilina per parestèsies, pruïja i mal de cap; paracetamol i nifedipina pel mal de cap; i gabapentina per tractar el dolor crònic. Es recomana precaució en prescriure aquests medicaments ja que tenen potencial d'addicció, i no hi ha assaigs controlats aleatoris que examinin la seva seguretat i efectivitat en el tractament. També es pot utilitzar la pregabalina com a tractament contra la disestèsia.
Realitzar debats de suport i una educació anticipativa sobre el curs de la malaltia previst, és important en el tractament de fase post-aguda. També és útil notificar al pacient sobre la possibilitat de patir ansietat elevada, una característica molt comuna de la simptomatologia de la ciguatera durant les setmanes posteriors a la intoxicació. Aquesta ansietat està relacionada amb els símptomes físics i neuropsicològics i, generalment, es resol quan es resolen la resta de símptomes. Per tant, l'element més important del tractament post-agut podria ser proporcionar tranquil·litat i transmetre al malalt la necessitat de ser pacient amb la malaltia, ja que generalment, els símptomes van disminuint gradualment i s'acaben resolent per complet en qüestió de setmanes o mesos. Dur a terme algun tipus de teràpia cognitiva podria ser interessant, però encara no s'han realitzat assajos.
També s'ha intentat utilitzar medicaments i herbes tradicionals per a tractar la CFP. A Nova Caledònia, per exemple, s'ha informat de com a mínim 90 espècies vegetals. Tot i així, cal evidència científica que pugui donar suport a aquesta idea i verificar la seva eficàcia i seguretat.
A més, els informes indiquen que després de patir ciguatera, la ingesta de begudes alcohòliques, qualsevol peix o certs aliments poden provocar un augment dels símptomes o bé una recaiguda. Per aquest motiu i com a part del tractament, es recomana no ingerir aquests aliments durant els 3-6 mesos posteriors a la intoxicació i evitar activitats físiques que puguin provocar deshidratació.

### Perspectives futures

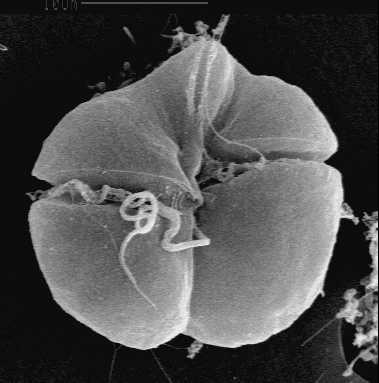
Karenia brevis

Es creu que en un futur es podria començar a tractar la ciguatera amb brevenal, un antagonista de les brevetoxines descobert recentment (associades amb el dinoflagel·lat Karenia brevis, causant de les marees roges de Florida). El brevenal ha estat patentat com a possible tractament de la brevetoxicosi en animals i humans.
A causa de la semblança estructural de la brevetoxina i la ciguatoxina, es pensa que el brevenal podria utilitzar-se per tractar la CFP. Tot i així, cal fer estudis controlats que proporcionin proves addicionals per donar suport o descartar l'ús del brevenal com a tractament, i en cas que s'aprovi, poder determinar quin és el moment adequat per aplicar el tractament.

## Epidemiologia
L'epidemiologia de la CFP implica l'anàlisi de la seva incidència, prevalença, desenvolupament i algunes proves per a la prevenció i gestió. Les estimacions del nombre de persones que viuen o visiten les zones tropicals i sofreixen la ciguatera varien anualment des de 10.000 fins a 500.000 tot i que és difícil estimar el nombre real de casos per la poca denúncia d'aquesta malaltia. Així i tot, la taxa d'incidència varia segons la regió mundial.
A nivell internacional, s'estima que només entre el 10-20% dels casos de CFP són informats formalment a institucions de salut pública. Per tant, les estadístiques nacionals estan molt subestimades. Als Estats Units es va dur a terme un model estadístic amb dades de centres pel control i la prevenció de malalties i dels centres de controls d'intoxicacions que va concloure que per cada brot de CFP reportat, hi ha 259 casos, aproximadament, de casos no reportats. A més a més, a Florida, que hi ha àrees endèmiques de CFP, es va estimar que només un 7% dels casos de ciguatera eren reportats.
Entre els factors que contribueixen a que no es reporti la CFP i, per tant, a la falta d'informació, es troba:
- La majoria de persones infectades per les ciguatoxines no busquen atenció mèdica.
- És una malaltia difícil de diagnosticar a causa que alguns dels seus símptomes són molt comuns.
- Els professionals mèdics moltes vegades no saben que han d'informar-ho a les autoritats de salut.
- Hi ha un accés limitat a les proves de peixos per confirmar si contenen les CTXs.
- El fet que si es dona un cas aïllat i no un brot, no es reporta.

Per tant, per tots aquests factors, les definicions de casos de ciguatera que es troben a la literatura epidemiològica existent i a les pautes oficials d'informes de salut pública són inconsistents i molt variants.
Les morts relacionades amb la ciguatera, tot i que són infreqüents, estan determinades per diversos factors com la susceptibilitat del pacient, el tipus de peix consumit, la regió i les quantitats d'ingesta, entre d'altres. A les regions del Pacífic, el Carib i l'Oceà Índic és on es troba una major taxa de mortalitat. D'altra banda, el símptomes que es relacionen amb una freqüència de morts elevada són convulsions i coma, amb diversos signes d'evidència de dany cerebral, disfunció respiratòria, etc. Les espècies ciguatòxiques que presenten més citotoxicitat són G. flavimarginatus i peixos d'escull amb major toxicitat. Per acabar, el consum de parts dels peixos com vísceres i cap són també un factor determinant.

## Prevenció i control
Els esforços per prevenir la ciguatera inclouen diversos punts com són vigilar la pesca de peixos ciguatòxics, la vigilància i informes dels diversos brots, així com l'educació de la comunitat enfront de la malaltia. Altrament, l'Administració d'aliments i Fàrmacs (FDA) recomana que els processadors primaris obtinguin informació sobre la ubicació de les espècies per determinar el risc de contaminació.
La prevenció en la pesca passa per intentar evitar i regular la pesca de peixos que són coneguts portadors de ciguatoxines. En alguns països, fins i tot s'han començat a implementar lleis que prohibeixen pescar en zones amb abundant nombre de ciguatoxines (Puerto Rico, Cuba, la República Dominicana i Austràlia). Els residents de petites regions endèmiques asseguren que tenen diversos mètodes per saber quins llocs o quines temporades evitar la pesca per alta presencia de ciguatoxina, però de moment no hi ha cap validació científica.
Així mateix, la majoria d'intoxicacions estan associades a les vísceres dels peixos d'escull. D'aquesta manera, es recomana evitar menjar aquestes vísceres. Com ja s'ha esmentat, els peixos més freqüents a ser ciguatòxics, serien els peixos d'escull com la barracuda, els anfós, els peixos pallasso, els lutjànids; però tots els peixos d'escull són potencialment portadors de la ciguatoxines (a més, se sospita que també es poden estar començant a desenvolupar ciguatoxines en esculls artificials i a prop de les plataformes petrolieres).
Tanmateix, és molt important que cada cas de ciguatera o que se sospiti que hi pot haver contaminació, es comuniqui a les institucions de sanitat perquè es pugui fer un seguiment i controlar la malaltia en cas de brot. D'aquesta manera, en molts llocs on la ciguatera és freqüent, com a Florida o la Polinèsia francesa, és ja una malaltia de declaració obligatòria. Avisar d'aquests casos i investigar els orígens ens permetrà saber més sobre aquestes intoxicacions i evitar futures exposicions a les toxines.
En termes d'educació, fa molta falta conscienciar a la població de les espècies més susceptibles a contenir aquestes toxines, ja que moltes vegades ni els consumidors ni els pescadors locals n'estan assabentats. També hi ha falta d'informació pels consumidors sobre els símptomes que produeixen les toxines ciguatèriques, on moltes vegades es confonen amb altres malalties i no se li dona la importància que mereix.

## Comerç internacional, turisme i traçabilitat
S'ha intentat centrar la visió prevalent en llocs on la CFP és endèmica. Tot i així, aquest és un enfocament que canvia a mesura que augmenta la demanda global de marisc.
Avui dia, aproximadament el 40% de la producció mundial de marisc es mou pels mercats internacionals. Una anàlisi recent va revelar que, prop d'uns 200 països o territoris, es dediquen al comerç internacional de marisc, amb aproximadament unes 7.000 col·laboracions comercials actives.
La dinàmica de mercat que afecta el diagnòstic i gestió de la CFP, és a dir, els procediments d'etiquetatge i traçabilitat d'espècies, es reprodueixen cada cop més en un marc internacional. A més, els viatges internacionals estan en constant augment a causa del ràpid creixement de l'economia, cosa que presenta implicacions epidemiològiques per a turistes i altres viatgers. Recentment, es va trobar un clúster de CFP a França, que involucrava a 10 persones que havien consumit barracuda (Sphyraena barracuda) i lutjànids (Lutjanus griseus).
Segons l'Organització Mundial de Turisme de les Nacions Unides, el número d'arribades turístiques internacionals ha anat augmentant en els últims anys, de manera que els turistes que no han vist la CFP, estan cada cop més exposats al risc.
El diagnòstic i prevenció de la CFP es basen en informar sobre les espècies de peixos consumides i el seu origen geogràfic, per tal d'informar al públic i els processadors de peix sobre les zones de risc elevat. Fer una identificació exacta de les espècies també és rellevant per als clients que volen evitar consumir peix que pugui comportar un risc elevat de contraure ciguatera.
Tot i així, els estudis suggereixen que, internacionalment, no es disposa d'informació suficient dels productes pesquers, com ara bé el nom comercial, el nom científic i la font geogràfica. A més, entre el 25% i el 40% de marisc als canals comercials es pot confondre d'espècie.
Un altre problema són les cadenes internacionals de subministrament de marisc, que són generalment més llargues i complexes que les del peix comercialitzat localment o nacionalment. Algunes empreses processadores de peix a Europa van començar a subcontractar empreses Xineses en algunes etapes del processament, una pràctica que suposa un repte en el moment de la traçabilitat.
En moltes zones del món s'han intentat establir mètodes per a solucionar aquests problemes. A la Unió Europea, per exemple, s'ha intentat coordinar un esforç multinacional per tal d'aplicar controls orientats a tots els processos de la cadena alimentària. A més, s'ha intentat proporcionar informació de traçabilitat i producció sobre productes de les aigües de la U.E. També s'han aplicat mesures de control a les importacions i exportacions de la U.E.

## Impacte social
Històricament, la CFP ha causat efecte en diferents regions, pobles i societats, així com també en els patrons de migració humana, en les pràctiques locals de pesca i en les pràctiques dietètiques. A la Polinèsia, des de l'any 1000 dC fins al 1450 dC, hi havia una forta dependència a una dieta basada en peix. A causa d'aquest fet i de l'existència de la CFP, hi va haver una gran onada d'emigració i un canvi en la dieta.
A més a més, durant els últims anys va haver-hi una disminució en la incidència de la CFP, i aquest fet es va relacionar amb l'augment de les pràctiques de pesca en zones més allunyades de la costa, on hi ha menys possibilitat de trobar peixos ciguatòxics.
Així doncs, es va suggerir que els brots de ciguatera, així com els factors culturals relacionats amb la modernització, podrien haver contribuït a una reducció de la pràctica tradicional de la pesca, a la interrupció de la transmissió generacional del coneixement de la pesca i a un canvi dietètic en les poblacions.
La ciguatera també va comportar grans impactes socials. Als Estats Units es va estimar una pèrdua de 21 milions de dòlars anuals durant el període comprès entre els anys 1987-1992. La CFP també s'ha associat a una reducció de la pesca, reducció del turisme i de pesca recreativa, els costos de programes de salut pública per supervisar i gestionar el risc de CFP, entre d'altres. Aquests impactes poden diferir segons alguns factors contextuals com la disponibilitat d'aliments processats, la prevalença de CFP, la dependència de la pesca, els costums socials, les tendències demogràfiques, etc.